# Backus–Naur-forma
A Backus–Naur-forma (röviden BNF, más néven Backus–Naur-formalizmus, Backus-normálforma, Bacus–Naur-forma, vagy Pánini–Backus-forma) környezetfüggetlen nyelvtanok leírására használható metaszintaxis: végeredményben formális nyelvek szintaxisa is leírhatók vele.
A BNF széles körben használatos a számítógépek programozási nyelveinek nyelvtanának leírására, ideértve az utasításkészleteket és a kommunikációs protokollokat, valamint egyes természetes nyelvek nyelvtanát is (pl. meter a szanszkrit költészetben). A legtöbb programozási nyelv elméleti leírása és/vagy szemantikai dokumentumai általában BNF-ben vannak leírva.
A BNF-nek több bővítése és változata létezik és van használatban.

## Története
A jelölési rendszert John Backus hozta létre az ALGOL nyelvtanának leírására. Az első, 1959-ben, Párizsban megtartott "World Computer Congress"-on mutatta be Backus a rendszerét a "The syntax and semantics of the proposed international algebraic language of the Zurich ACM-GAMM Conference" – a zürichi ACM-GAMM konferencián javasolt a nemzetközi algebrai nyelv szintaxisa és szemantikája – előadásában. A nemzetközi algebrai nyelv leírása később ALGOL 58 néven vált ismertté. Az ismertetett formális nyelv Emil Post produkciós rendszerén alapul. A generatív nyelvtanokat már matematikai módszerekkel többen is tanulmányozták, közöttük Noam Chomsky, aki ezeket a formális leírásokat a természetes nyelvekre is alkalmazta.
Peter Naur később egyszerűsítette Backus jelöléseit, minimalizálta a használt karakterek számát, ezért Donald Knuth javaslatára, a hozzájárulásáért a neve megjelent a jelölési mód elnevezésében.
A Backus–Naur Forma vagy BNF nyelvtanok nagyon hasonlóak a Pánini nyelvtani szabályaihoz, ezért erre a jelölésre gyakran Panini–Backus-forma néven is hivatkoznak.

## Összefoglaló
Egy BNF leírás valójában leszármaztatási szabályok halmaza, amelyeket a következő formában írnak fel:
```
<szimbólum> ::= <kifejezés a szimbólumra>
```

ahol <szimbólum> egy nemterminális elem, a ::= jelölés (olvasd: négypont-egyenlő) választja el a szimbólumot a leszármaztatási szabálytól, ami egy kifejezés. Ez a kifejezés tartalmazza a szimbólumok sorozatát és/vagy egymástól a függőleges vonallal ('|') elválasztott sorozatokat (a '|' jel a választást jelenti – olvasd: vagy). A szabály bal oldala valójában azt mutatja, mivel/mikkel helyettesíthető a jobb oldalon álló szimbólum. Az a szimbólum, amely soha sem bukkan fel szabály bal oldalán, az úgynevezett terminális.

## 1. példa
A fentiek illusztrálására nézzük meg egy (egyszerűsített) postai cím BNF leírását (pl. 1234 Pusztakotkodács, Kossuth Lajos u. 1):
```
<postai_cím> ::= <név_rész> ", " <irányítószám_település_rész> ", " <cím_rész>
<név_rész> ::= <vezetéknév_rész> " " <keresztnév> | <név_rész> " " <keresztnév>
<vezetéknév_rész> ::= <titulus> ". " <vezetéknév> | <vezetéknév>
<cím_rész> ::= <kerület> <közterület_név> <közterület_típus> <házszám>
<közterület_típus> ::= "utca" | "tér" | "körút" | "lépcső" | "u." | "krt."
<irányítószám_település_rész> ::= <ország_kód> "-" <irányítószám_belső> | <irányítószám_belső>
<irányítószám_belső> ::= <irányítószám>" "<város_név>
```

magyarra fordítva: 
- ez a bizonyos postai cím tartalmaz egy név részt, amit egy vessző-szóköz választ el az irányítószám résztől, amit még egy vessző-szóköz követ, majd a cím a „tényleges” címrésszel zárul.
- a név rész: egy vezetéknévi részből áll, amit egy keresztnév követ, vagy – és ez egyben a BNF rekurzív lehetőségeit mutatja – egy személyi rész, amit ismét egy keresztnév követ. Ez a megoldás biztosítja, hogy több keresztnév is megjeleníthető legyen.
- a vezetéknévi rész vagy egy titulusból (Dr, id, özv, ifj stb.), az azt követő pontból és egy vezetéknévből, vagy csak egy vezetéknévből állhat össze.
- a cím részt kerület, közterület neve, közterület típusa és házszám alkotja.
- a közterület típus egy egyszerű felsorolás, a lehetséges értékeket határozza meg. Ebben a példában ez lehet utca, vagy annak rövidítése, u. vagy tér, vagy körút, vagy ennek rövidítése krt., vagy lépcső.
- az irányítószám rész vagy egy országkód, amit kötőjel (-) követ és egy irányítószám és városnév, vagy csak egy irányítószám és városnév lehet.
- az irányítószám és a városnév egymástól egy szóközzel van elválasztva.

Meg kell jegyezni, hogy a fenti leírás nem teljes, hiszen nincsen pontosan definiálva, hogy mit is kell például ország_kód vagy akár irányítószám alatt érteni (annak ellenére, hogy tudjuk, mi is az irányítószám – esetünkben ez elég is). Egy programozási nyelv leírásakor viszont pontosan le kell írni mindent, ezért gyakran úgy kezdődnek a leírások, hogy megadják, mit kell betű alatt érteni, és mit kell szám alatt érteni, mik a fenntartott karakterek (ha vannak), szavak, stb., és csak ezután kezdődik a nyelv szintaxisának leírása.

## 2. példa
A BNF szintaxis leírható a BNF saját jelölési módjával, a következők szerint:
```
<szintaxis> ::= <szabály> | <szabály> <szintaxis>
<szabály> ::= <opc-szóköz> "<" <szabály-név> ">" <opc-szóköz> "::=" <opc-szóköz> <kifejezés> <sorvég>
<kifejezés> ::= <lista> | <lista> "|" <kifejezés>
<lista> ::= <term> | <term> <opc-szóköz> <lista>
<term> ::= <literál> | "<" <szabály-név> ">"
<literál> ::= '"' <szöveg> '"' | "'" <szöveg> "'"
<opc-szóköz> ::= " " <opc-szóköz> | ""
<sorvég> ::= <opc-szóköz> <EOL> | <opc-szóköz> <EOL> <sorvég>
```

Az "" az üres (azaz 0 karakterből álló) szöveg, tehát a 3. szabály azt jelenti, hogy az <opc-szóköz> lehet üres is.
Megjegyzendő, hogy az eredeti BNF nem használt idézőjeleket.
Az <EOL> megfelel a használt sorvégjelző karakternek (az ASCII kódban ez a kocsi-vissza és/vagy soremelés, de a konkrét megvalósítása operációs rendszertől függ).
A <szabály-név> és a <szöveg> helyettesítendő az aktuális szabály nevével, címkéjével vagy leíró szövegével. Ezeket tovább lehetne bontani a felhasználható karakterek felsorolásával.

## Változatok
A BNF-nek több változata és kiterjesztése létezik, amelyeket vagy leírással kapcsolatos speciális igények, vagy pedig a további egyszerűsítésekre illetve hatékonyságra való törekvések hoztak létre. Közös ezekben a változatokban a reguláris kifejezések ismétlési műveleteinek, mint a * és a + használata. Az Extended Backus-Naur form (EBNF) a legismertebb ezek közül. A fenti példa sem felel meg pontosan az "ALGOL 60 report" jelölésmódjának. A [ ] zárójelek használata néhány évvel később, az IBM PL/I-es nyelvének meghatározásánál kezdődött, de azóta általánosan elfogadottá vált. Az ABNF a másik bővítés, amelyet az IETF használt protokollok leírására.
Parsing expression nyelvtanok is felépíthetők a BNF használatával, és a reguláris kifejezések jelölései is formalizálhatók, mint egy lehetséges osztálya a formális nyelvtanoknak. A BNF használata kevésbé jellemző az analitikus, mint a generatív nyelvtanok leírásánál.
Ma már számos BNF specifikáció található online, amelyek jól olvashatók és nem annyira formálisak. Ezeknél gyakran a következő szintaktikai szabályokat használják, bővítésként:
- Az opcionális elemeket szögletes zárójelek közé kell tenni, például [<elem-x>].
- A 0-szor vagy többször ismétlődő elemeket kapcsos zárójelek közé kell tenni, például <szó> ::= <betű> { <betű> }.
- az 1-szer vagy többször ismétlődő elemeket plusz (+) követi.
- Egy elem ismétlődését az elem utáni csillag (*) karakterrel jelölik.
- Az alternatív lehetőségeket a | jelek választják el egymástól, például <A_alternatíva>|<B_alternatíva>.
- Ha az elemeket csoportba kell foglalni, akkor arra a normál zárójeleket használják.
- A terminális elemeket vastagon, a nemterminális elemeket normál szöveggel szedik.

## Egyéb külső, angol nyelvű referenciák, kapcsolatok
- Algol-60 BNF, az eredeti BNF.
- Példák nyelvtanokra: BNF Web club.
- contains a posting on news:comp.compilers that explains some of the history of the two names (Backus-Naur form vs. Backus normal form).
- Article BNF and EBNF: What are they and how do they work? by Lars Marius Garshol.
- RFC 4234 Augmented BNF for Syntax Specifications: ABNF
- Comparision of different variants of BNF
- Syntax diagram of EBNF
- Generation of syntax diagrams from EBNF